# René Van Den Broeck
René Van Den Broeck (Schoten, 9 maggio 1955 – Anversa, 16 febbraio 2019) è stato un cestista belga.

## Carriera
Con il Belgio ha disputato due edizioni dei Campionati europei (1977, 1979).